# 長倉町 (横浜市)
長倉町（ながくらちょう）は、神奈川県横浜市栄区の地名。「丁目」の設定のない単独町名である。住居表示実施済区域。

## 地理
町の中央をいたち川が流れている。南側は住宅地として整備されている。

### 河川
いたち川

## 歴史
1982年（昭和57年）の住居表示（戸塚区上郷東部地区）の実施に伴い、上郷町の一部から新設された。1986年（昭和61年11月3日の行政区再編成に伴い、旧戸塚区から栄区に編入された。

### 沿革
- 1982年（昭和57年）7月19日 - 設置[8]
- 1986年（昭和61年）11月3日 - 行政区再編成に伴い、旧戸塚区から編入

### 町名
地元の要望により字名を採った。

## 世帯数と人口
2025年（令和7年）6月30日現在（横浜市発表）の世帯数と人口は以下の通りである。
| 町丁   | 世帯数  | 人口  |
| ------ | ------- | ----- |
| 長倉町 | 242世帯 | 505人 |

### 人口の変遷
国勢調査による人口の推移。
| 年                 | 人口 |
| ------------------ | ---- |
| 1995年（平成7年）  | 680  |
| 2000年（平成12年） | 640  |
| 2005年（平成17年） | 566  |
| 2010年（平成22年） | 561  |
| 2015年（平成27年） | 528  |
| 2020年（令和2年）  | 505  |

### 世帯数の変遷
国勢調査による世帯数の推移。
| 年                 | 世帯数 |
| ------------------ | ------ |
| 1995年（平成7年）  | 196    |
| 2000年（平成12年） | 204    |
| 2005年（平成17年） | 193    |
| 2010年（平成22年） | 207    |
| 2015年（平成27年） | 210    |
| 2020年（令和2年）  | 211    |

## 学区
市立小・中学校に通う場合、学区は以下の通りとなる（2024年11月時点）。
| 番地 | 小学校             | 中学校             |
| ---- | ------------------ | ------------------ |
| 全域 | 横浜市立庄戸小学校 | 横浜市立上郷中学校 |

## 事業所
2021年（令和3年）現在の経済センサス調査による事業所数と従業員数は以下の通りである。
| 町丁   | 事業所数 | 従業員数 |
| ------ | -------- | -------- |
| 長倉町 | 17事業所 | 143人    |

### 事業者数の変遷
経済センサスによる事業所数の推移。
| 年                 | 事業者数 |
| ------------------ | -------- |
| 2016年（平成28年） | 15       |
| 2021年（令和3年）  | 17       |

### 従業員数の変遷
経済センサスによる従業員数の推移。
| 年                 | 従業員数 |
| ------------------ | -------- |
| 2016年（平成28年） | 109      |
| 2021年（令和3年）  | 143      |

## 交通

### 鉄道
町内に鉄道駅はない。

### 路線バス
神奈川中央交通の船08系統、金24・金25・金28系統が町内の長倉町バス停を経由する。
- 船08：大船駅 - 笠間十字路 - 天神橋 - 本郷車庫前 - 相武隧道 - 朝比奈 - 金沢八景駅
- 金24：金沢八景駅 - 朝比奈 - 上郷 - 庄戸入口 - 庄戸 - 上郷ネオポリス
- 金25：金沢八景駅 - 朝比奈 - 上郷 - 上郷ネオポリス（土曜・休日運休）
- 金28：金沢八景駅 - 朝比奈 - 上郷 - 本郷車庫

### 道路
西側を神奈川県道23号原宿六ツ浦線が通過。
市内最古の石造アーチ橋である昇龍橋（しょうりゅうばし）がある。

## 施設
- 長倉公園
- セブン-イレブン 横浜栄長倉町店

## その他

### 日本郵便
- 郵便番号 : 247-0023[3]（集配局：大船郵便局[18]）

### 警察
町内の警察の管轄区域は以下の通りである。
| 番・番地等 | 警察署   | 交番・駐在所 |
| ---------- | -------- | ------------ |
| 全域       | 栄警察署 | 庄戸交番     |